# Cupido y compañía
Cupido y compañía es el primer extended play de la banda colombiana Bacilos.
El álbum se caracteriza por el estilo particular de la banda, con una combinación tropical entre el urbano y el vallenato. Asimismo, el álbum marca la evolución de Bacilos, después de su regreso a la música con su anterior álbum ¿Dónde nos quedamos?.
De este álbum, se desprenden sencillos como: «Carta a Cupido». En este álbum, está incluida la participación de Alejandro González.

## Lista de canciones
| N.º | Título                                                      | Duración |  |
| 1.  | «El broche dorado» (con Yera)                               | 3:46     |  |
| 2.  | «Me gustas tú»                                              | 3:25     |  |
| 3.  | «Te creí»                                                   | 3:37     |  |
| 4.  | «Carta a Cupido» (con Alejandro González)                   | 3:07     |  |
| 5.  | «Carta a Cupido» (con Alejandro González (Versión Mariachi) | 3:08     |  |